# Sébastien Llado
Pour les articles homonymes, voir Llado.
Sébastien Llado est un tromboniste et multi-instrumentiste de jazz et de musique pop et compositeur français.

## Biographie
Fils de l'humoriste Serge Llado, il a étudié le trombone avec Guy Figlionlos, Phil Wilson, J.J. Johnson et Albert Mangelsdorff. Il est diplômé du Conservatoire de Noisiel en 1995, de l'American School of Modern Music en 1996, du Berklee College of Music en 1997, et du Conservatoire national supérieur de musique de Paris en 2001. Par ailleurs il pratique aussi la conque (conche, coquillages), qu'il a étudié auprès de Steve Turre.
Trois fois lauréat du Concours national de jazz de la Défense, on a pu l'entendre[style à revoir] dans l'ONJ de Claude Barthélemy (2002-2005), et auprès de Archie Shepp, Cécile McLorin Jason Moran, Richard Davis, Billy Heart, Ambrose Akinmusire, Ibrahim Maalouf, Magic Malik, Sarah Murcia, Sylvain Cathala, Stéphane Payen, Médéric Collignon, Cyril Atef, Manu Codjia, David Patrois, Jean-Charles Richard, Emile Parisien ou Jeff Sicard, mais aussi De La Soul, Chris Garneau, The Temptations, Jay Sebag, Marco Beacco, Jasmine Roy, Muktiar Ali, Sophia Charaï, Chassol, Sébastien Tellier (sur l'album Politics), Lenny Kravitz (pour l'album de Patti Labelle), Electro Deluxe, Hocus Pocus et Yael Naïm (notamment sur le single New Soul).
En 2010, on a pu l'entendre sur la bande originale du film suédois de Ola Simonsson et Johannes Stjarne Nilsson Sound of Noise. Musicien de toutes les musiques, il est à l'affiche de La Traviata, vous méritez un avenir meilleur, mis en scène par Benjamin Lazar, avec Judith Chemla dans le rôle-titre, production du théâtre des Bouffes-du-Nord pour 2016-2018.
Après avoir enseigné 10 ans au Centre d'informations musicales de Paris (CIM) de 2001 à 2011, à l'École des Arts de Marcoussis, à l'École nationale des arts du cirque de Rosny (ENACR), au conservatoire du 9e arrondissement de Paris et à l'ENM du Val Maubuée (Noisiel), il est actuellement enseignant au conservatoire à rayonnement départemental (CRD) de Montreuil (Seine-Saint-Denis) depuis 2008.

## Discographie

### En tant que leader
- 2006 : Jazzified pop standards, Sébastien Llado Quartet (Bandcamp)
- 2011 : Avec deux ailes, Sébastien Llado Quartet (Les Disques de Lily)
- 2016 : We Free (Promise Land)
- 2020 : Tryo[ut] (Bandcamp)[2]
- 2020 : En Sourdines, Sébastien Llado Quartet (EP, Bandcamp)[3]

### En tant que sideman
Avec l'Orchestre national de jazz de Claude Barthélemy
- 2003 : Admirabelamour (Label Bleu)
- 2004 : La Fête de l'Eau (Le Chant du Monde/Harmonia Mundi)
- 2005 : L'ONJ traverse le Canada, les routes du Jazz (DVD)

Avec Serge Llado
- 2003 : Plus qu’un millénaire avant l’an 3000 (Show Risso)
- 2005 : La P'tite auto

Avec David Patrois
- 2007 : Il sogno di Diego, David Patrois Trio+2 :  (Cristal Records)
- 2012 : David Patrois Quintet Live (Arts et Spectacles)

Autres collaborations
- 2000 : La fête des jazz à la foire de Paris 2000 (compilation, Bel’Art productions/Naïve)
- 2000 : Spice 'Bones : Spice 'Bones  (Label La Lichère/ Frémeaux & Associés/ Night & Day)
- 2001 : Francois Laudet Big Band : 2001 a Jazz Odyssey (Black & Blue / Night & Day)
- 2004 : Jef Sicard Quintet : Tropismes, (Charlotte prod / Night & Day)
- 2004 : Sébastien Tellier : Politics (Record Makers-Source / Virgin-EMI)
- 2006 : Wise : Métrophone (Naïve)
- 2007 : Yael Naim : Yael Naim (Tôt ou Tard)
- 2008 : Patti LaBelle : Back to Now (Verve / Universal)
- 2008 : Some Like it Odd : Pop jazz (Le Chant du monde)
- 2019 : La Blanche : Imbécile heureux (Association l'immaculée)
- 2010 : Electro Deluxe : Play (Collectif Soul Gang)
- 2010 : Hocus Pocus : 16 pièces (Motown France/Universal)
- 2010 : D!evrim - Hétérotopos (Festivus)
- 2010 : Fred Avril - Bande Originale du Film Sound of Noise (Hybris)
- 2011 : FM Læti : It will all come around (Wagram)
- 2011 : Tout Finira Bien: Mouton Mouillé (Ah Pon Records)
- 2012 : Chassol : X-Pianos (Tricatel)
- 2012 : Clotilde Rullaud : In extremis
- 2013 : Florent Richard : 3e Album (Je vous l'avoue)
- 2013 : Archie Shepp : I hear the sound (Archieball)
- 2013 : Grand Corps Malade : Funambule (Anouche Productions)
- 2014 : Autour de Nina (avec Camille, Sophie Hunger, Lianne La Havas, Melody Gardot, Gregory Porter…, Universal Jazz France)
- 2016 : Vincent Delerm, À présent (Tôt ou Tard)
- 2018 : Thierry Maillard Big Band : Pursuit of Happiness (Ilona Records)
- 2020 : Thierry Maillard Big Band : Zappa Forever (Ilona Records)